# Fernando McClean
Fernando Francisco McClean Salazar (Colón, 2 de marzo de 2004) es un futbolista panameño que juega como delantero en el Real Soacha Cundinamarca de la Categoría Primera B de Colombia, cedido por el Sporting SM.

## Trayectoria

### Champions FC Academy
Se formó en las categorías inferiores del Champions FC Academy y debutó con el club en la Liga Prom el 20 de febrero de 2021 en la derrota 1 a 0 contra el CD Árabe Unido II en el Estadio Armando Dely Valdés, disputó el Torneo Apertura 2021 Liga Prom y el Torneo Clausura 2021 Liga Prom en donde fue el MVP del mes de agosto llegando hasta semifinales de conferencia.

### Sporting SM
El 20 de diciembre de 2021 fue anunciado como nuevo jugador del Sporting San Miguelito. McClean alterno con el segundo y primer equipo jugó en la Liga Prom disputó el Torneo Apertura 2022 Liga Prom, el torneo Clausura 2022 Liga Prom quedando subcampeón de conferencia este y en el Torneo Clausura 2023 Liga Prom nuevamente quedó subcampeón de la conferencia este, debutó en la Primera División de Panamá el 12 de marzo de 2022 en el empate 1 a 1 contra el Herrera FC en el Estadio Los Andes siendo suplente saliendo al minuto 83 por Alexis Corpas, quedó subcampeón del Torneo Apertura 2022 en donde jugó 2 partidos, en el Torneo Clausura 2022 jugó 3 partidos llegando hasta las semifinales, en el Torneo Apertura 2023 jugó 14 partidos y anotó 1 gol nuevamente llegando hasta las semifinales, en la Copa Centroamericana de Concacaf 2023 estuvo en 2 partidos como suplente y en el Torneo Clausura 2023 jugó 3 partidos nuevamente llegando hasta semifinales.

### Real Soacha Cundinamarca
El 3 de enero de 2024 fue anunciado como nuevo jugador del Real Soacha Cundinamarca.

## Clubes
| Club                     | País     | Año         |
| ------------------------ | -------- | ----------- |
| Champions FC Academy     | Panamá   | 2021        |
| Sporting SM              | Panamá   | 2022 - 2023 |
| Real Soacha Cundinamarca | Colombia | 2024 - act. |